# Loja (stad)
Loja is de hoofdstad van de provincie Loja en een parochie (parroquia) in Ecuador in het kanton Loja. De stad is gesticht door Alonso de Mercadillo in 1548 en was de eerste stad in het land met stroomvoorziening opgewekt door een waterkrachtcentrale, gebouwd in 1896. Tegenwoordig heeft de stad ongeveer 180.000 inwoners en is gelegen aan de Pan-Amerikaanse Snelweg.
Het oude stadscentrum van Loja is een toeristische attractie door de bijzondere architectuur, de smalle straatjes, historische panden en gevels in felle kleuren beschilderd die de aandacht van bezoekers trekken.
Loja is ook bekend als muzikale hoofdstad van Ecuador en vanwege de dubbele universiteit die de stad bezit.

## Klimaat
Loja heeft een gematigd regenklimaat (Köppen Cfb), waarbij de temperatuurschommelingen doorheen het jaar zeer beperkt blijven. Door de hoge ligging van de stad (2050 m), lopen de temperaturen niet al te hoog op in vergelijking met lagere steden nabij de evenaar (met een tropisch klimaat). De gemiddelde temperatuur in de koudste maand bedraagt ongeveer 14°C. De gemiddelde temperatuur van de warmste maand 15,5°C. Gemiddeld valt er in één jaar tijd 893 millimeter neerslag.

## Geboren
- José Félix Valdivieso y Valdivieso (1780-1856), rebellenleider
- José Javier Eguiguren Ríofrío (1815-1884), waarnemend president van Ecuador (1875)
- Jamil Mahuad (1949), president van Ecuador (1998-2000)
- Luis Saritama (1983), voetballer